# Estación de Cadet
La estación de Cadet es una estación del metro de París situada en el IX Distrito de la ciudad. Pertenece a la línea 7.

## Historia
La estación fue inaugurada el 5 de noviembre de 1910.
Debe su nombre a la cercana calle Cadet.

## Descripción
Se compone de dos andenes laterales de 75 metros de longitud y de dos vías.
Está diseñada en bóveda elíptica revestida parcialmente de los habituales azulejos blancos del metro parisino aunque en este caso son planos, sin biselar. El resto del revestimiento corre a cargo de los colores de la bandera norteamericana que decora gran parte de los andenes con sus colores azul y rojo. 
Su iluminación ha sido renovada empleando el modelo vagues (olas) con estructuras casi adheridas a la bóveda que sobrevuelan ambos andenes proyectando la luz en varias direcciones.
La señalización por su parte usa la moderna tipografía Parisine donde el nombre de la estación aparece en letras blancas sobre un panel metálico de color azul. 

## Accesos
Dispone de un único acceso situado en la calle La fayette que está catalogado como Monumento Histórico al haber sido realizado por Hector Guimard